# Salon van Brussel

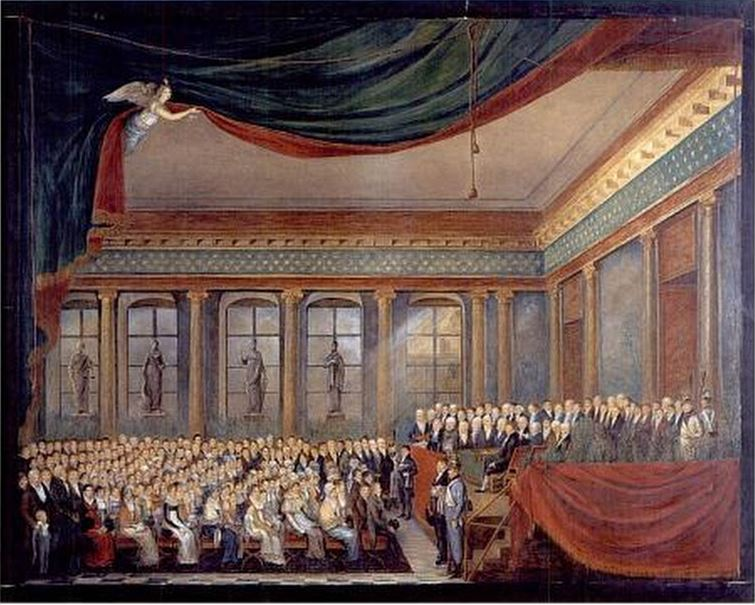
Prijsuitreiking op de eerste salon (gouache van Marie de Latour-Simons, 1811)

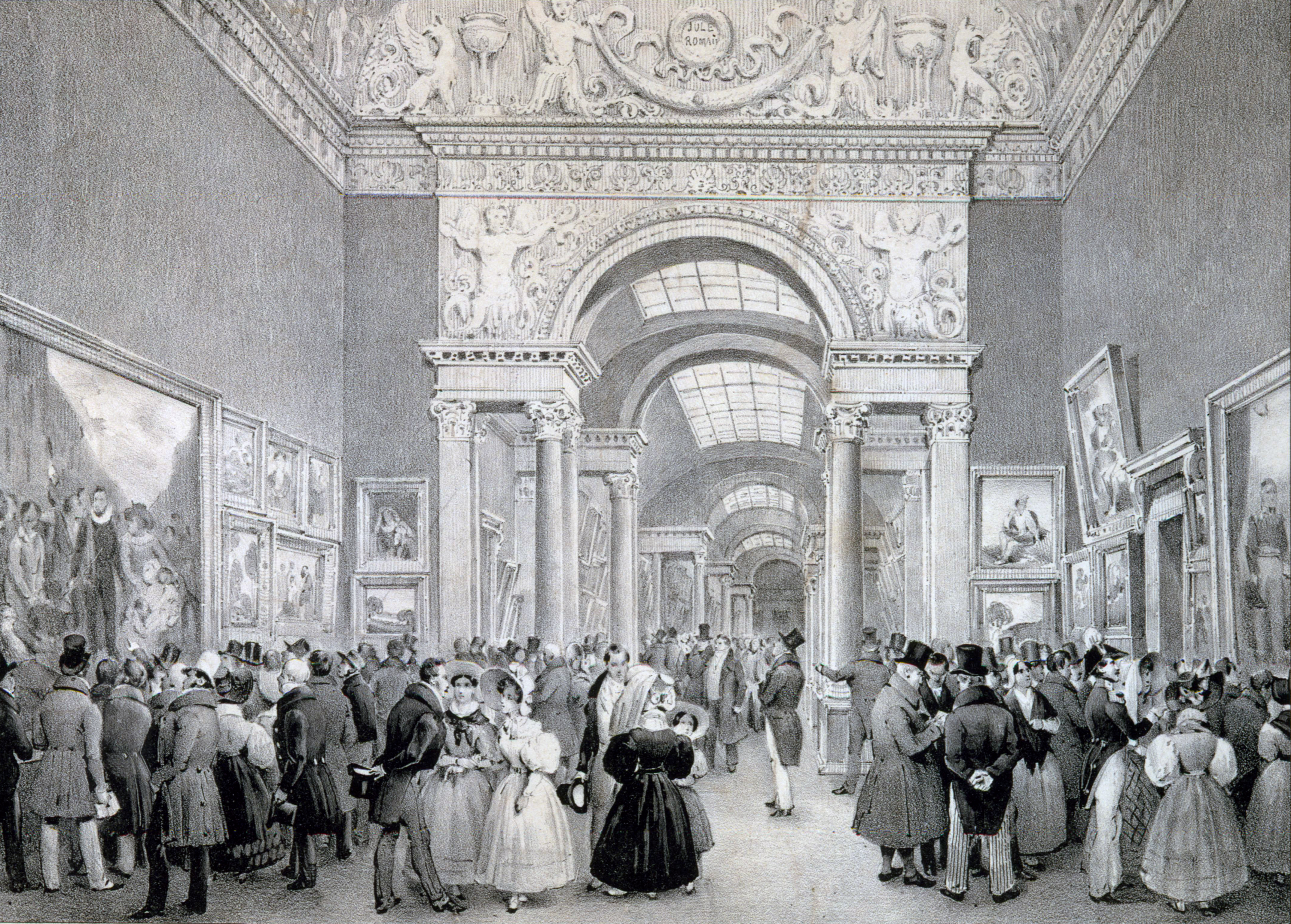
De Brusselse salon van 1830 in de nieuwe Grote Galerij, weergegeven door Jean-Baptiste Madou. Achteraf werd deze tentoonstelling beschouwd als de eerste publieke manifestatie van de Belgische school.

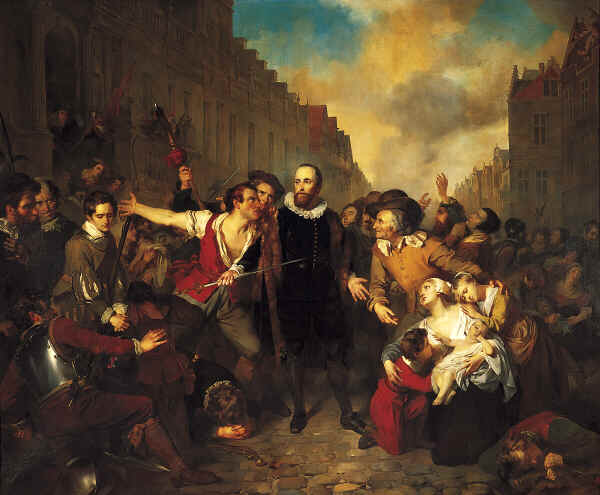
Het schilderij waarmee Gustaaf Wappers indruk maakte en tegenkanting oogstte op de salon van 1830.

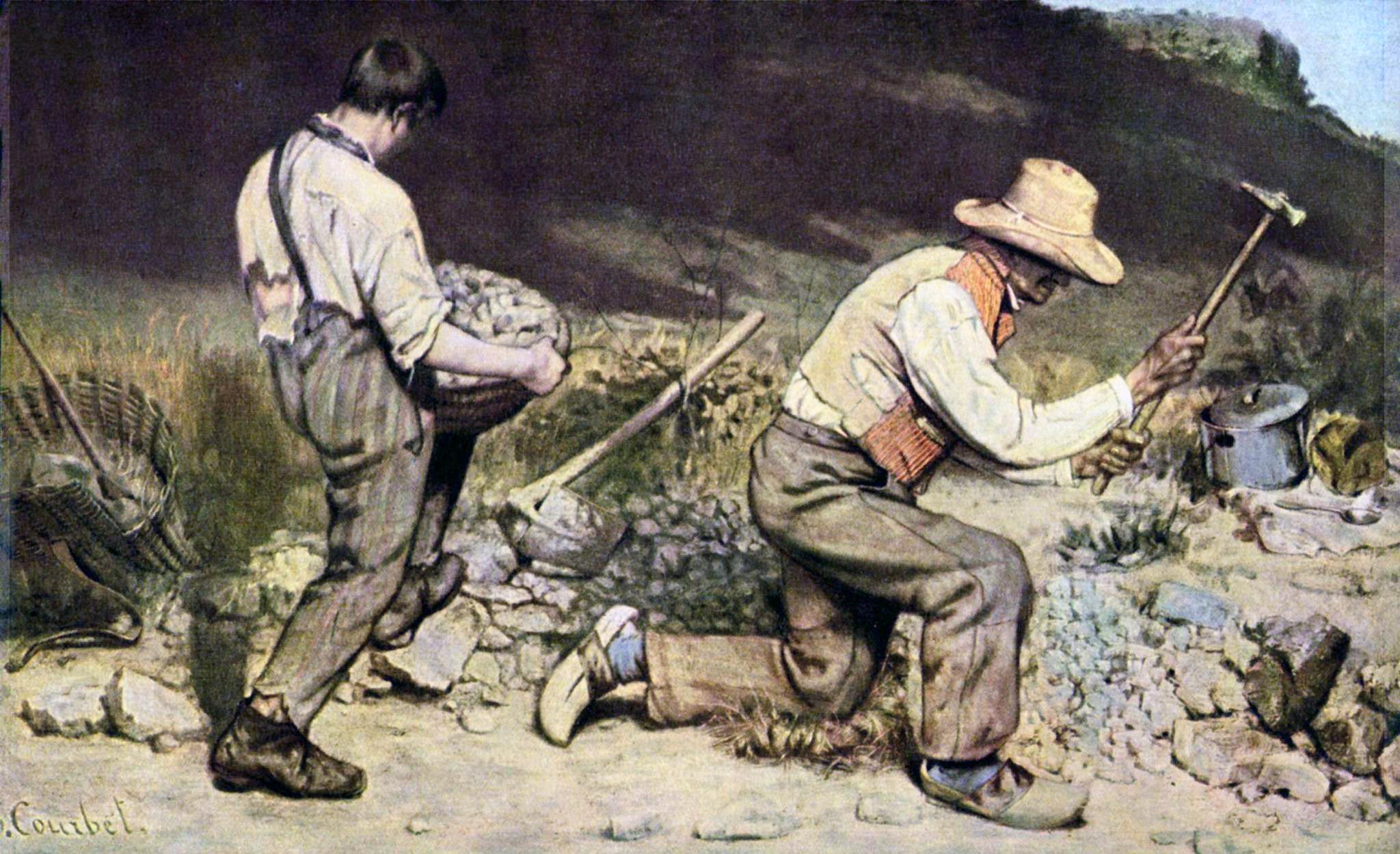
Gustave Courbet veroorzaakte met zijn realistische Casseurs de pierres schandaal op de salon van 1851.

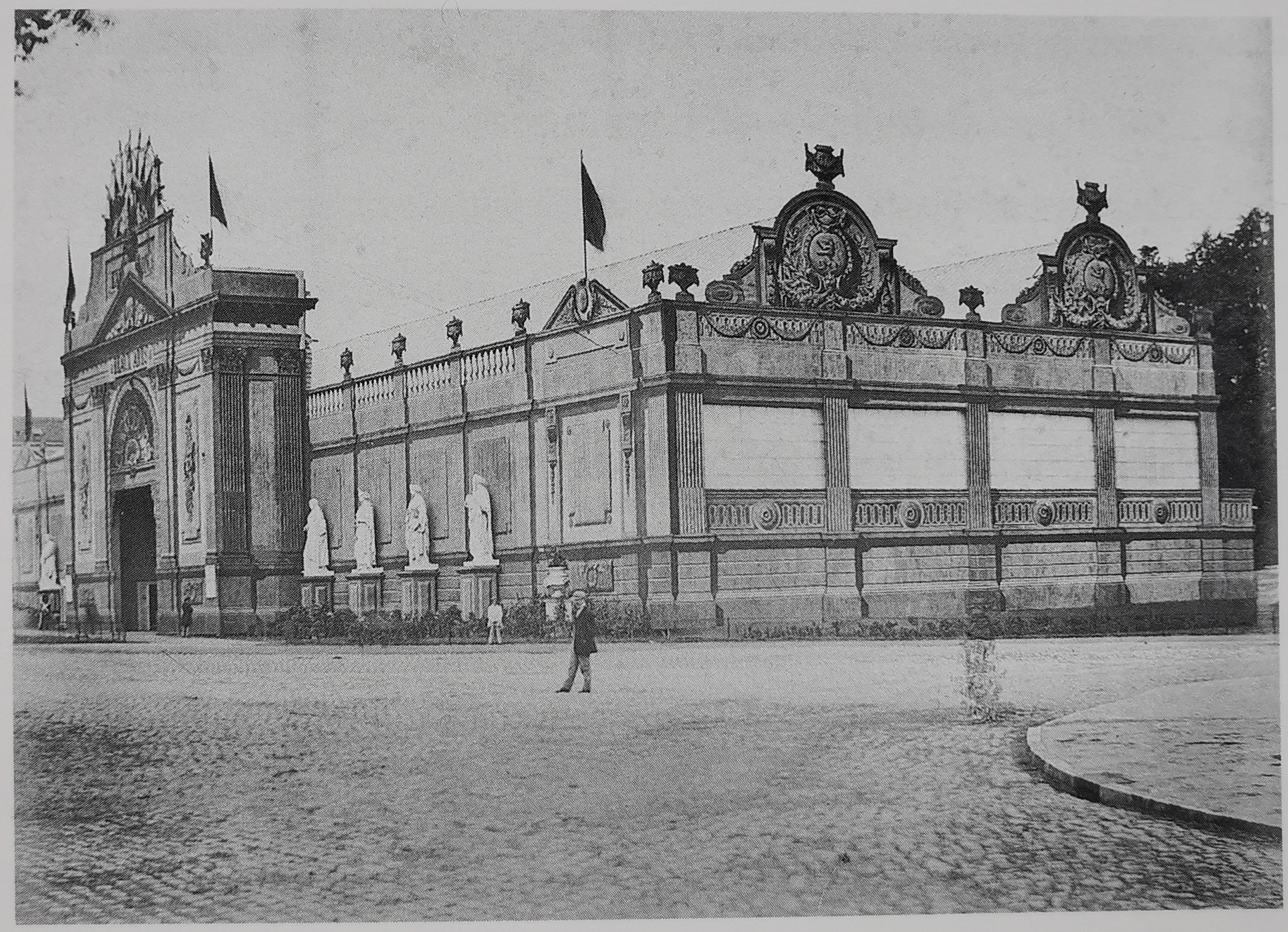
Paviljoen voor de salon van 1863

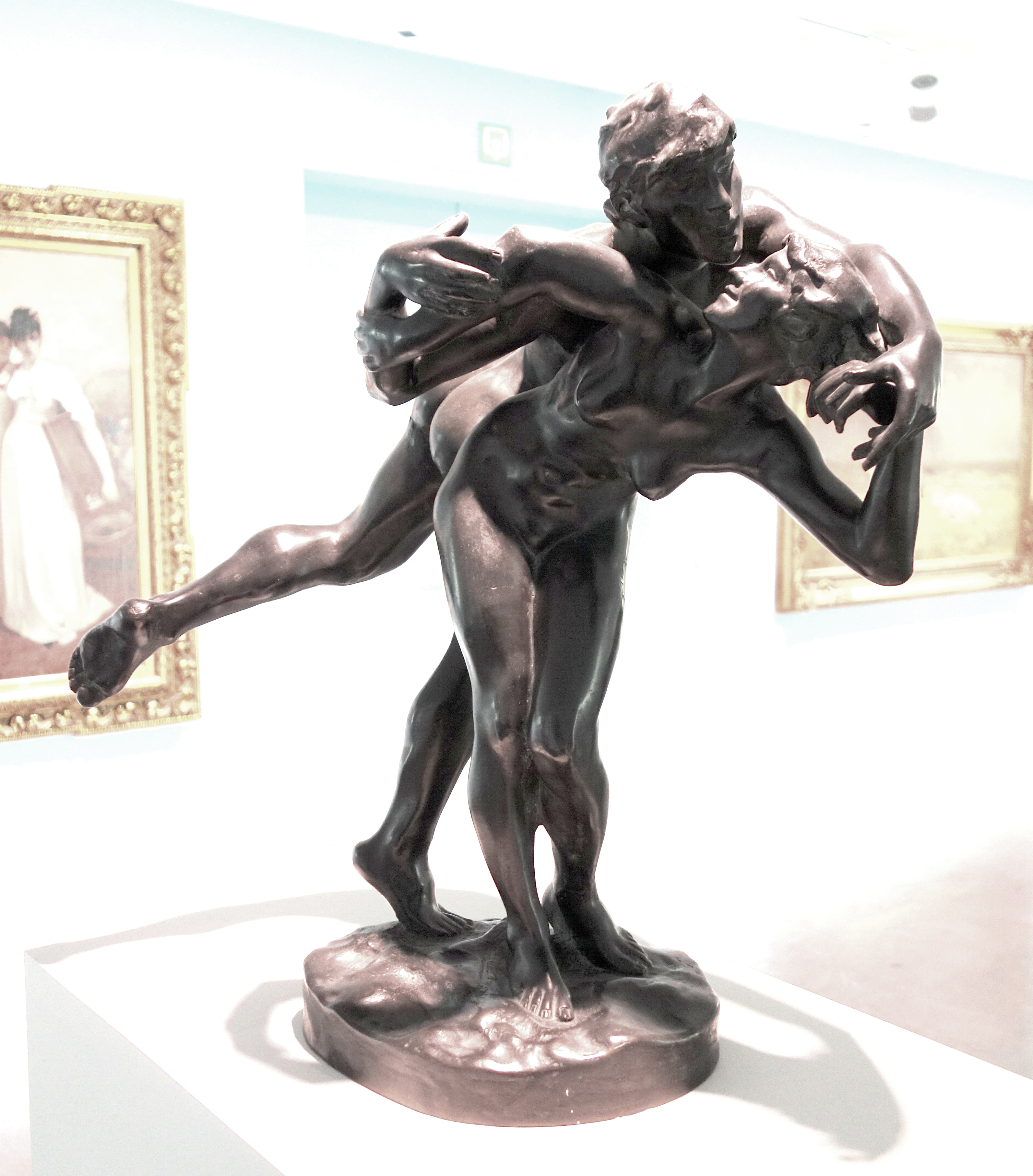
Le baiser van Jef Lambeaux, gouden medaille op de salon van 1881.

De Salon van Brussel (1811-1914) was een periodieke tentoonstelling met werk van levende kunstenaars. Hij richtte zich in de eerste plaats tot schilders, maar ook beeldhouwers, tekenaars, graveurs en architecten waren present. Deelnemers kregen een unieke gelegenheid om hun werk voor te stellen aan het grote publiek en desgewenst te koop aan te bieden. Ze konden ook anoniem inschrijven voor een wedstrijd waarvan de eerste prijs een gouden medaille was. De catalogi vonden gretig aftrek en kranten en kunstcritici volgden het evenement op de voet. Het nationaal museum werd hoofdzakelijk verrijkt met op de salon aangekochte werken.

## Geschiedenis
Gent was de eerste stad in de lage landen die naar Parijs' voorbeeld een salon inrichtte (1792). Elf jaar later kreeg dit initiatief navolging in Brussel, waar een schilderijmuseum was geopend in het "Oude Hof" (1803). In de zomer van dat jaar verwelkomde het een eerste tentoonstelling van eigentijdse kunstenaars, georganiseerd door de Société de peinture, sculpture et architecture de Bruxelles.
De echte start kwam er in 1811. Onder impuls van graaf Charles Joseph d'Ursel en Gentenaar Charles van Hulthem werd de Société de Bruxelles pour l'encouragement des beaux-arts opgericht. Op 4 november konden bezoekers naar de eerste editie (in het najaar, om niet in het vaarwater van Parijs te komen). Een jury had de deelnemers geselecteerd en een andere jury loofde prijzen uit. Van bij de aanvang was voorzien dat de Gentse en Brusselse salons jaarlijks zouden alterneren. Omdat Antwerpen in 1813 ook met een salon op de proppen kwam, werd een systeem van triënnales ingesteld: elke stad een driejaarlijks salon.
Koning Willem I trof in 1817 een algemene regeling over de organisatie van officiële tentoonstellingen in de Zuidelijke Nederlanden. In 1830 viel de salon samen met zijn derde Algemeene Tentoonstelling der voortbrengselen van de Nationale Nijverheid. De nieuwe Grote Galerij was net geopend en ontving onder meer De zelfopoffering van Burgemeester Van der Werff van Gustaaf Wappers. Het oogstte scherpe kritiek van zijn collega François-Joseph Navez en er ontstonden twee kampen. In deze verhitte tijden barstte de septemberopstand los en hield de inrichtende vereniging het voor bekeken. De regering van het jonge België zag kans om de organisatie zelf in handen te nemen en gaf een meer nationale invulling aan het concept. Vanaf de eerstvolgende editie in 1833 ging de salon door het leven als Exposition nationale des Beaux-Arts. Historiestukken werden sterk aangemoedigd om de nieuwe staat te legitimeren. Bezoekers kregen gratis toegang tijdens Septemberfeesten (tot 1880).
In 1845 hield de Société des Joyeux een eerste Salon caricatural. Het studentikoze gezelschap gaf een eigen "catalogus" uit waarin ze het gebrek aan vernieuwing op de hak namen. Onder de leden waren de latere schrijver Charles de Coster en Félicien Rops, die als achttienjarige al Le Diable au Salon (1851) publiceerde. De groep zou doorgaan met haar satire tot 1869.
Een nieuwe fase was ingetreden bij de editie van 1851. Er werd een inspanning gedaan om buitenlandse kunstenaars aan te trekken en om dit te onderstrepen sprak men voortaan over de Exposition générale des Beaux-Arts. Het realisme begon zich te roeren maar botste op fel verzet. In de daaropvolgende decennia kregen moderne stromingen een voet tussen de deur. Kunstcritici zoals Emile Verhaeren en Camille Lemonnier toonden zich scherpe observators.
De neergang van het officiële salon werd ingezet toen steeds meer particuliere initiatieven het licht zagen (de Société Libre des Beaux-Arts was een van de eersten en later volgden groepen als Les XX, La Libre Esthétique, Pour l'Art...). Voor de editie van 1887 halveerde de selectiecommissie het aantal deelnemers, maar het kwam de kwaliteit nauwelijks ten goede. De afgewezenen hielden een Salon des refusés in het Musée du Nord. Kunstkringen pleitten voor een privatisering van de salon en in 1893 werd daar ten dele op ingegaan. Een nieuwe Société des beaux-arts (de Bruxelles) kreeg de organisatie toevertrouwd, zij het nog steeds onder overheidscontrole. In de marge van de grote salon organiseerde ze ook jaarlijkse tentoonstellingen (de eerste in 1894; vanaf 1908 Salon du Printemps genaamd). De traditie van driejaarlijkse salons hield nog stand tot 1914. Daarna werd de salon, ondanks intentieverklaringen, niet meer gereanimeerd.

## Locatie
Tot en met de editie van 1878 vond de salon plaats in de appartementen van het "Oude Hof", het voormalige Paleis van Karel van Lotharingen. Deze situatie was niet ideaal omdat het ook gebruikt werd als schilderijmuseum. De permanente collectie moest tijdelijk worden opgeborgen of afgedekt tijdens de salon. De exposanten kloegen erover dat niet alle schilderijen even goed belicht werden. In 1818 poogde men een oplossing te vinden door de salon op de zolder te houden, waar men werken had uitgevoerd om zenitaal licht binnen te laten. Het bleef bij een eenmalig experiment omdat het publiek niet enthousiast was over de vele trappen. Er vonden verbouwingswerken plaats waardoor in 1830 een Grote Galerij kon openen met een lichtstraat. Niettemin waren laaghangende werken moeilijk zichtbaar. In 1851 werd de salon gehouden in een tijdelijke constructie op het binnenplein. Daarna keerde men terug naar de traditionele locatie, tot in 1881 de eerste zalen van het nieuwe Museum voor Schone Kunsten konden worden gebruikt, toen nog paleis genaamd. Dit bleef de locatie voor alle volgende edities. Na de Eerste Wereldoorlog werd een verhuis naar het geplande Paleis voor Schone Kunsten in het vooruitzicht gesteld, maar dat kwam er niet meer van.

## Edities
De salon van Brussel werd 35 keer georganiseerd:
1811 · 1813 · 1815 · 1818 · 1821 · 1824 · 1827 · 1830 · 1833 · 1836 · 1839 · 1842 · 1845 · 1848 · 1851 · 1854 · 1857 · 1860 · 1863 · 1866 · 1869 · 1872 · 1875 · 1878 · 1881 · 1884 · 1887 · 1890 · 1893 · 1897 · 1900 · 1903 · 1907 · 1910 · 1914

## Catalogi
- Explication des ouvrages de peinture, sculpture, architecture, gravure et dessin, exécutés par des artistes vivans, et exposés, nov. 1811
- Explication des ouvrages de peinture, sculpture, architecture, gravure et dessin, exécutés par des artistes vivans et exposés au musée de Bruxelles le 1er mai 1813, Brussel, G. Picard, 1813
- Explication des ouvrages de peinture, sculpture, architecture, gravure et dessin, exécutés par des artistes vivans, et exposés au musée de Bruxelles, le 1er mai 1815, Brussel, Adolphe Stapleaux, 1815
- Explication des ouvrages de peinture, sculpture, architecture, gravure et dessin, exécutés par des artistes vivans et exposés au salon de Bruxelles, Brussel, 1818
- Explication des ouvrages de peinture, sculpture, architecture, dessin et gravure, exécutés par des artistes vivans et exposés au Salon de 1821, Brussel, 1821
- Explication des ouvrages de peinture, sculpture, architecture, dessin et gravure, exécutés par des artistes vivans et exposés au Salon de 1824, Brussel, P.J. De Mat, 1824
- Explication des ouvrages de peinture, sculpture, architecture, dessin et gravure, exécutés par des auteurs vivans et exposés au Salon de 1830 à Bruxelles, Brussel, H. Remy, 1830
- Explication des ouvrages de peinture, sculpture, architecture, dessin et gravure, exécutés par des auteurs vivans et exposés au Salon de 1833 à Bruxelles, Brussel, H. Remy, 1833
- Exposition nationale des beaux-arts. Explication des ouvrages de peinture, sculpture, gravure, dessin et lithographie des artistes vivans, exposés au Salon de 1836, Brussel, Vandooren, 1836
- Exposition nationale des beaux-arts. Explication des ouvrages de peinture, sculpture, gravure, dessin et lithographie, exposés au Salon de 1839, Brussel, De Mortier, 1839
- Exposition nationale des beaux-arts. Explication des ouvrages de peinture, sculpture, gravure, dessin et lithographie, exposés au Salon de 1842, Brussel, De Mortier, 1842
- Exposition nationale des beaux-arts. Explication des ouvrages de peinture, sculpture, gravure, dessin et lithographie, exposés au Salon de 1845, Brussel, De Mortier, 1845
- Exposition nationale des beaux-arts. Explication des ouvrages de peinture, sculpture, gravure, dessin et lithographie, exposés au Salon de 1848, Brussel, De Mortier, 1848
- Exposition générale des beaux-arts. 1851. Catalogue explicatif, Brussel, Stapleaux, 1851
- Exposition générale des beaux-arts. 1854. Catalogue explicatif, Brussel, Stapleaux, 1854
- Exposition générale des beaux-arts. 1857. Catalogue explicatif, Brussel, Charles Lelong, 1857
- Exposition générale des beaux-arts. 1860. Catalogue explicatif, Brussel, Charles Lelong, 1860
- Exposition générale des beaux-arts. 1863. Catalogue explicatif, Brussel, Charles Lelong, 1863
- Exposition générale des beaux-arts. 1866. Catalogue explicatif, Brussel, Charles Lelong, 1866
- Exposition générale des beaux-arts. 1869. Catalogue explicatif, Brussel, Charles Lelong, 1869
- Exposition générale des beaux-arts. 1872. Catalogue explicatif, Brussel, Mertens, 1872
- Exposition générale des beaux-arts 1875. Catalogue explicatif, Brussel, Mertens, 1875
- Algemeene tentoonstelling van beeldende kunsten. 1878. Catalogus en verklaring der kunstvoorwerpen, Brussel, Vanderauwera, 1878
- Exposition générale des beaux-arts. 1881. Catalogue explicatif, Brussel, Mertens, 1881
- Algemeene tentoonstelling van beeldende kunsten. 1884. Catalogus en verklaring der kunstvoorwerpen, Brussel, Vanderauwera, 1884[3]
- Exposition générale des beaux-arts. 1887. Catalogue explicatif, Brussel, Mertens, 1887[4]
- Exposition générale des beaux-arts. 1890. Catalogue explicatif, Brussel, Veuve Monnom, 1890
- Exposition générale des beaux-arts. Catalogue. 1893. Algemeene Tentoonstelling van Schoone Kunsten. Catalogus, Brussel, E. Lyon-Claesen, 1893
- Exposition internationale de Bruxelles. 1897. Beaux-Arts. Catalogue général, Brussel, Ed. Lyon-Claesen, 1897
- Exposition triennale des beaux-arts. 1900. Catalogue, Brussel, Veuve Monnom, 1900
- Salon Triennal des Beaux-Arts 1903, Brussel, Fred. Tilbury, 1903
- Exposition générale des Beaux-Arts. Bruxelles 1907. Catalogue, Brussel, A. Lesigne, 1907
- Exposition internationale et universelle de Bruxelles en 1910. Groupe II: Beaux-arts, Brussel, A. Lesigne, 1910
- Exposition générale des Beaux-Arts (Salon triennal — Bruxelles 1914), Brussel, C. Lelong, 1914

## Voetnoten
1. ↑  R. Lelièvre, De Belgische humoristisch-karikaturale salons van 1845 tot 1869, onuitgegeven licentiaatsverhandeling, 1977
2. ↑  Le Diable au Salon. Revue comique critique, excentrique et très-chique de l'exposition, Bruxelles, chez Caquet-Bonbec et Cie éditeurs, rue des hautes épices, n ° 1851 (sic)
3. ↑  Exposition générale des beaux-arts. 1884. Catalogue explicatif, Brussel, Vanderauwera, 1884
4. ↑  Algemeene tentoonstelling van beeldende kunsten. 1887. Catalogus en verklaring der kunstvoorwerpen, Brussel, Vanderauwera, 1887